# Kpayan District
Kpayan District är ett distrikt i Liberia.   Det ligger i regionen Sinoe County, i den södra delen av landet, 250 km sydost om huvudstaden Monrovia.